# Thyreus illudens
Thyreus illudens är en biart som beskrevs av Maurits Anne Lieftinck 1968. Thyreus illudens ingår i släktet Thyreus och familjen långtungebin. Inga underarter finns listade i Catalogue of Life.